# Pablo Hernández
Pablo Hernández Domínguez (Castelló de la Plana, 11 de abril de 1985) é um ex-futebolista espanhol que atuava como meia.

## Valência
Nascido em Castellón de la Plana, Castellón, Comunidade Valenciana, Hernández era um jovem promissor de Valência (atuando como atacante na equipe B). Ele estreou com o time principal na última temporada de 2005-06, jogando 20 minutos em uma derrota de 1-2 para a Osasuna. [2] No meio da temporada seguinte, ele foi emprestado Cádiz, da Segunda Divisão.
Em julho de 2007, Valência incluiu Hernández na transferência que trouxe Alexis Ruano do Getafe para o Estádio Mestalla, mas o recomprou por 1 milhão de euros em julho de 2008, [3] O jogador teve posteriormente assinado um contrato de seis anos.
Hernández marcou o seu primeiro gol pelo Valência em 27 de novembro de 2008, em uma vitória por 4 a 0 sobre o Rosenborg pela Copa da UEFA. [5]
Pelo Valência foram 111 partidas tendo marcado 16 gols.

## Swansea City
Hernández mudou-se para o time da Premier League Swansea City em 31 de agosto de 2012, por três anos e uma taxa de registro de clube de £ 5,55 milhões. Ele marcou seu primeiro gol oficial contra o Wigan Athletic em 20 de outubro, ajudando em uma vitória por 2 a 1 . Hernández marcou seu segundo gol para os Cisnes em 3 de novembro, marcando em um empate de 1-1 contra o Chelsea no Liberty Stadium. Ele foi nomeado para a equipe da semana publicada no dia 3 de setembro pela Sky Sports. Foram 57 partidas onde marcou 5 gols.
Para a temporada 14-15 foi transferido à equipe do Al-Arabi tendo sido emprestado posteriormente para Al-Nasr, Rayo Valecano e Leeds United na temporada 2016-2017.

## Leeds United
Em 2 de agosto de 2016, Hernández se juntou ao clube do Leeds United em um contrato de empréstimo de seis meses, com a opção de uma mudança permanente em janeiro de 2017 e recebendo a camisa número 19. Fez sua estreia no dia 10 de agosto em uma vitória por 3-2 contra o Fleetwood Town para a EFL Cup. A estreia da liga de Hernández pelo Leeds veio em uma derrota de 1-2 em casa contra Birmingham City, em 13 de agosto de 2016. Em 17 de setembro, ele marcou seu primeiro gol,  em uma vitória por 2 a 0 sobre o Cardiff; Em 5 de novembro, ele pegou uma lesão no isquiotibial no final de uma vitória por 3-2 contra o Norwich City em Carrow Road , retornando à ação após quase dois meses. Ele comemorou seu retorno em 26 de dezembro com um gol depois de substituir Hadi Sacko, ajudando em um triunfo de 4-1 no Preston North End.
Em 9 de janeiro de 2017, Hernández assinou um contrato permanente de seis meses com o Leeds, com o clube com a opção de ampliar o contato em 12 meses no final da temporada. Ele apareceu em seu primeiro jogo após o novo acordo quatro dias depois, ajudando sua equipe a subir para o terceiro lugar na tabela depois de derrotar o Derby County por 1-0 em casa e ser nomeado Homem da partida no processo. 
Na temporada 2016-2017 foram 15 partidas com 3 gols feitos.
Em 17 de maio de 2017, Hernández, de 32 anos, concordou com um novo acordo de um ano.

## CD Castellón
No dia 20 de julho de 2021, foi oficializado e anunciado como novo reforço do clube espanhol CD Castellón, clube onde começou sua carreira.